# Кириллов Михайло Михайлович
Михайло Михайлович Кириллов (нар. 5 червня 1980, місто Рівне) — український політик, голова Рівненської обласної ради з 4 лютого 2014 р.

## Освіта
З 1986 р. по 1991 р. — ЗОШ № 16 м. Львів.
З 1991 р. по 1997 р. — ЗОШ № 11 м. Рівне.
З 1997 р. по 2002 р. — Національний університет водного господарства та природокористування, м. Рівне.
З 2009 р. по даний час — Львівський національний університет імені Івана Франка.

## Трудова діяльність
З 1999 р. — приватний підприємець. Директор приватного підприємства «Самурай Авто».

## Громадська робота
Член політичної партії «Фронт Змін», пізніше — ВО «Батьківщина».
З 2010 р. — депутат Рівненської обласної ради VI скликання, керівник фракції ВО «Батьківщина».

## Родина
Дружина — Кириллова Ірина Павлівна. Виховує дочку Ірину.